# Harlock Saga (OAV)
Pour les articles homonymes, voir Harlock Saga.
Harlock Saga (ハーロック・サーガ　ニーベルングの指環　-ラインの黄金-, Hārokku Sāga: Nīberungu no Yubiwa - Rain no ōgon) est une série animée japonaise en 6 épisodes de 25 minutes réalisée par Yoshio Takeuchi, d'après le manga L'Anneau des Nibelungen de Leiji Matsumoto et diffusée directement en vidéo par Bandai Visual. 
En France, la série a été éditée en 2003 par Beez Entertainment et diffusée pour la première fois sur Game One en décembre 2001.

## Synopsis
Albérich le frère de Miimé cherche à dérober l’Or du Rhin qui lui permettrait d’avoir assez de pouvoir pour se venger de Wotan le roi des Dieux du Walhalla qui a autrefois décimé son peuple : les Nibelungen. Mais en faisant cela Alberich risque de déstabiliser l’univers et de provoquer un Big Crunch. Pour empêcher cela Miimé a décidé d’aller aider les gardiennes de l’Or sur la planète Rhin. Comme elle a quitté l’Arcadia sans rien dire à Harlock (Albator) et Toshirô, ces derniers partent à sa recherche sans savoir qu’ils vont être mêlés à un conflit qui les dépasse.

## Fiche technique
- Titre : Harlock Saga
- Titre original : ハーロック・サーガ　ニーベルングの指環　-ラインの黄金- (Hārokku Sāga: Nīberungu no Yubiwa - Rain no ōgon - La Saga d'Albator : L'Anneau du Nibelung - L'Or du Rhin)
- Réalisation : Yoshio Takeuchi
- Scénario : Megumi Hiyoshi d'après L'Anneau des Nibelungen de Leiji Matsumoto
- Producteur exécutif : Kazumi Kawashiro
- Personnages : Hideyuki Motohashi
- Mecha : Toshiyuki Horii
- Directeur artistique : Osamu Honda
- Directeur de l'animation : Hideyuki Motohashi
- Directeur de la photographie : Takashi Azuhata
- Musique : Richard Wagner, Kaoru Wada
- Production : Shin'ichiro Koyama pour Bandai Visual et Toru Nakano pour 81 Produce
- Durée : 6 x 25 minutes
- Dates de diffusion :  Japon : 1999 ;  France : 2003

## Distribution
- Kôichi Yamadera (VF : Richard Darbois) : Captain Harlock
- Kôichi Yamadera (VF : Jean-Marie Boyer) : Tochirô Ôyama
- Shigeru Chiba (VF : Michel Tugot-Doris) : Yattaran
- Kazuko Yanaga (VF : Pascale Chemin) : Mîmé
- Masako Ikeda (VF : Pascale Chemin) : Maetel
- Masako Katsuki (VF : Susan Sindberg) : Queen Emeraldas
- Tarô Ishida (VF : Jean-Claude De Goros) : Wotan
- Takehito Koyasu (VF : Bernard Demory) : Fasolt
- Shinichiro Miki (VF : Philippe Ariotti) : Fafnir
- Toshihiko Seki (VF : Thierry Bourdon) : Tadashi Daiba
- Emi Shinohara (VF : Pascale Chemin) : Freia
- Miyuki Ueda (VF : Barbara Welsh) : Fricka
- Yoshito Yasuhara (VF : Gabriel Le Doze) : Alberich

## Épisodes
1. L'Anneau des Nibelunghen - Acte I
2. L'Anneau des Nibelunghen - Acte II
3. L'Anneau des Nibelunghen - Acte III
4. L'Anneau des Nibelunghen - Acte IV
5. L'Anneau des Nibelunghen - Acte V
6. L'Anneau des Nibelunghen - Acte VI

## Différences entre le manga et l’animé
Ces 6 épisodes reprennent seulement les deux premiers tomes du Manga L'Anneau des Nibelungen. Cette adaptation est plutôt fidèle mais il y a trois exceptions :
- Dans le manga c’est apparemment à cause des ondes musicales de l’orgue de Miimé les habitants de la station spatiale Akrucyon ont disparu et que le maire s'est suicidé, alors que dans l’animé, c’est Albérich qui a tué les habitants pour faire chanter le maire[1].

- À la fin de la série animée Albérich est tué par l’explosion de la forteresse des Frères Géants du Riesenheim sans que Tadashi Daiba ait pu se venger. Dans le manga Tadashi Daiba à l’occasion de se venger, mais lorsqu’il a enfin Alberich dans le viseur de son arme, il se refuse à abattre un être aussi pitoyable[2].

- Dans le manga, la colère du Dragon est apaisée par le son de l’Orgue de Freia et la forteresse reste donc intacte. Mais dans le dernier épisode de l’animé, les Frères Géants du Riesenheim décident de faire exploser leur forteresse pour sauver l’Arcadia et son équipage. En faisant cela, ils ont éparpillé dans tout l’univers des morceaux ectoplasmiques du Dragon. Ces morceaux vont contaminer de nombreuses planètes et réveiller des démons. Harlock sous entends que c’est le début de l’aventure car ils vont devoir combattre ces démons un par un. On peut supposer que les producteurs ont posé ainsi des jalons pour pouvoir faire une suite qui n’a finalement jamais existé[3].